# Dinhoffer Gergely
Dinhoffer Gergely (Kismarton, 1643. március 4. – Linz, 1699. március 24.) filozófiai doktor, jezsuita rendi tanár, házfőnök.

## Élete
18 éves korában lépett a rendbe s a költészetet Grazban, a dialektikát Bécsben, az ethikát a Nagyszombati Egyetemen, a bölcseletet Klagenfurtban és a kánonjogot Lincben tanította. Az egyházjogban oly jártas volt, hogy tekintélyes egyének is gyakran kérték tanácsát. Ezután a steyri rendház főnöke lett.

## Munkái
- Gradus philosophici sanctioris philosophiae ab admirando graduum culture s. Alexio exhibiti, seu Acta s. Alexii per elogia et odas expressa. Graecii, 1674.
- Inquisitio criminalis ex libro V. Decretalium T. I. de accusationibus, inquisitionibus et denunciationibus. Lincii, 1695.